# П'єр-Ів Дермань
П'єр-Ів Дермань (нар. 30 грудня 1980) — бельгійський політик. Станом на 1 жовтня 2020  він обіймає посаду міністра економіки та зайнятості в уряді Де Кроо на чолі з прем'єр-міністром Александером Де Кроо. Він є членом Соціалістичної партії (Parti Socialiste). Він переміг на муніципальних виборах 2018 року в Рошфорі, набравши 2109 голосів над Франсуа Белло. У жовтні 2021 року він виступав за скорочення робочого тижня з п'яти днів на тиждень до чотирьох.